# هنک فرمتن
هنک فرمتن (هلندی: Henk Vermetten; ۱۹ اوت ۱۸۹۵ – ۷ اوت ۱۹۶۴) بازیکن فوتبال اهل هلند بود.
وی همچنین در تیم ملی فوتبال هلند بازی کرده‌است.